# Памятник Леониду Красину
Па́мятник Леони́ду Кра́сину — памятник советскому политическому деятелю, уроженцу города Кургана Л. Б. Красину (1870—1926). Объект культурного наследия регионального значения (№ 074).

## Описание

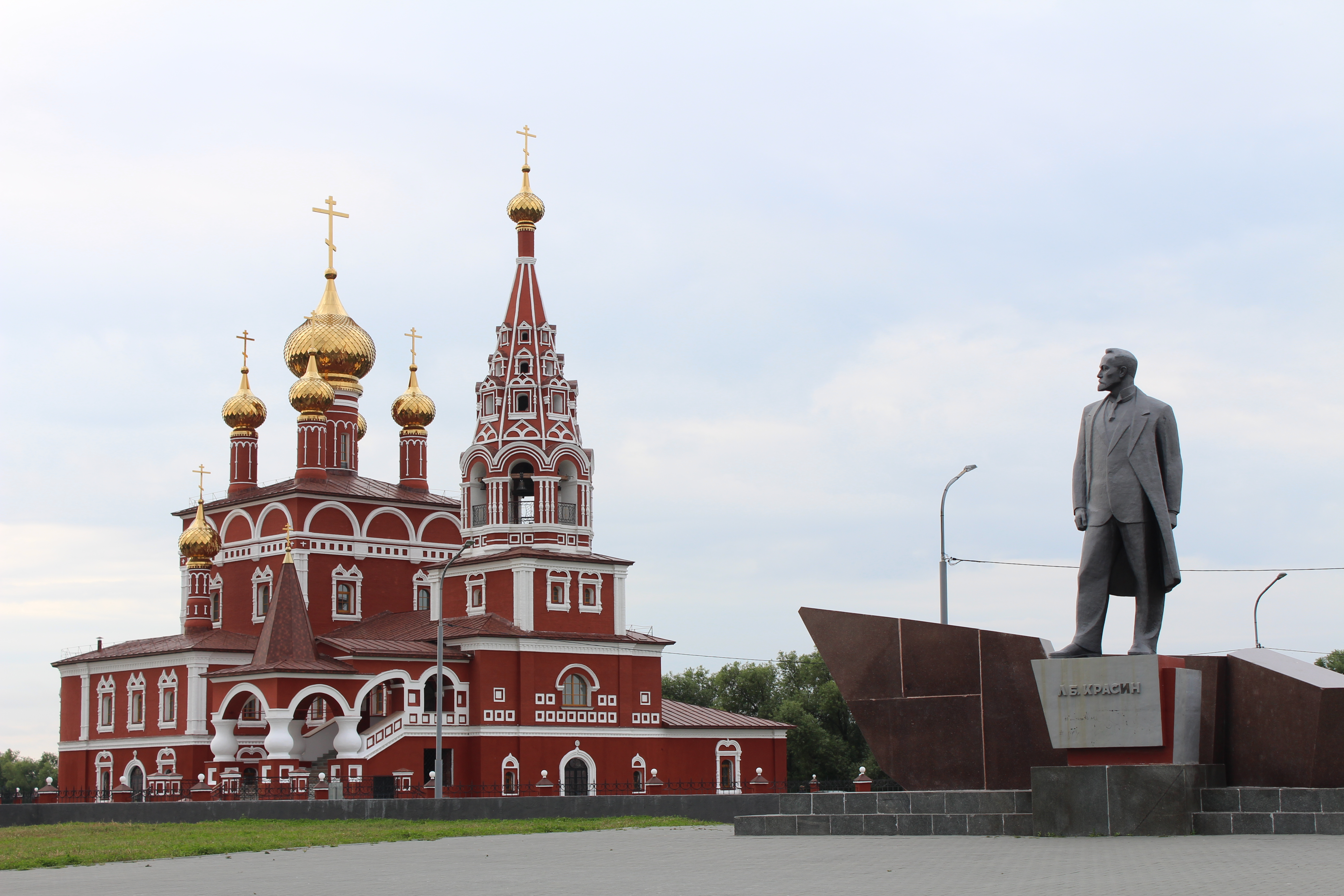
Богоявленский собор и памятник Красину.

Бронзовая фигура во весь рост первого советского дипломата возвышается на бетонном постаменте, очертания которого напоминают ледокол, названный в его честь.
Памятник находится на высоком берегу Тобола, у пересечения улиц Красина и Куйбышева в городе Кургане, Россия.

## История создания
Проект памятника готовился в течение 5 лет. Скульптура отлита на Мытищинском заводе художественного литья. Площадка для мемориала была подготовлена курганским предприятием «Ремстройтрест» под руководством Ю. П. Казанцева, им же была осуществлена и установка памятника.
Памятник открыт 1 сентября 1978 года. В митинге приняла участие и дочь Л. Б. Красина, Тамара Леонидовна Красина-Тарасова.